# 2012 (Film)
2012 (Alternativtitel 2012 – Das Ende der Welt) ist ein US-amerikanisch-kanadischer Katastrophenfilm des Regisseurs Roland Emmerich aus dem Jahr 2009. Die Weltpremiere fand am 11. November, die Deutschlandpremiere am 12. November 2009 statt. In den Hauptrollen spielen John Cusack, Chiwetel Ejiofor, Amanda Peet, Danny Glover, Thandie Newton, Oliver Platt und Woody Harrelson. Der Film basiert auf der Idee, dass nach dem Ende der Langen Zählung des Maya-Kalenders im Jahr 2012 die Welt untergehen wird. Dabei greift der Film die von Charles Hapgood 1958 vorgestellte Hypothese der Pol-Verschiebung oder einer plötzlichen massiven Kontinentaldrift auf, die mit zahlreichen Begleiterscheinungen wie Erdbeben, Vulkanausbrüchen und Tsunamis zum Weltuntergang führen würde.
Der Film dominierte das Startwochenende mit Position 1 in den US-amerikanischen Kinos und spielte weltweit in nur vier Tagen das Produktionsbudget von 200 Millionen US-Dollar ein. Nach nur zehn Tagen überschritten die Filmeinnahmen bereits die 450-Millionen-Dollar-Marke und nach 100 Tagen lag das Einspielergebnis bei rund 760 Millionen US-Dollar. 2012 wurde am 8. Januar 2012 erstmals im deutschen Free-TV auf dem Sender ProSieben ausgestrahlt und erreichte dabei eine Gesamtreichweite von 7,92 Millionen Zuschauern. In der Liste der weltweit erfolgreichsten Filme aller Zeiten belegt 2012 derzeit Platz 111 (Stand: 19. April 2025).

## Handlung
2009 entdeckt der Wissenschaftler Dr. Satnam Tsurutani in einer ehemaligen Kupfermine in Indien einen starken Anstieg der Temperatur der Erdkruste. Er informiert seinen amerikanischen Kollegen Adrian Helmsley, wissenschaftlicher Berater im Stab des US-Präsidenten, dass nach seiner Ansicht eine ungewöhnlich starke Sonneneruption und die damit einhergehende heftige Neutrinostrahlung den Erdkern aufheize. Berechnungen ergeben, dass bis zum Jahr 2012 die Erdkruste zu schmelzen beginnen wird. Dadurch werden die tektonischen Platten der Erdkruste instabil und brechen auseinander mit der Folge von Megatsunamis, Vulkanausbrüchen und Erdbeben – die Erde würde unbewohnbar sein. Der US-Präsident weiht seine Amtskollegen der G8 ein, und ein geheimes, internationales Regierungsprogramm läuft an, um in China Archen zu bauen. Mit diesen soll eine genügend große Anzahl an Menschen, Tieren und menschlicher Kultur gerettet werden, um den Fortbestand der Menschheit zu sichern. Neben aufgrund ihrer Leistungen oder Kenntnisse ausgewählten Menschen können sich auch solche einen Platz kaufen, die den Preis von einer Milliarde Euro pro Ticket aufbringen können, damit dieses Projekt überhaupt realisiert werden kann.
Der erfolglose Schriftsteller Jackson Curtis arbeitet im Jahr 2012 als Fahrer in Los Angeles, unter anderem für den russischen Milliardär Yuri Karpov. Im Fernsehen wird von einem kultisch motivierten Massenselbstmord in der Maya-Ruinenstätte von Tikal in Guatemala berichtet. Jacksons Ex-Frau Kate lebt mit den gemeinsamen Kindern Lilly und Noah von Jackson getrennt und führt ein Leben mit einem neuen Partner, dem Schönheitschirurgen Gordon Silberman. Als Jackson die beiden Kinder zu einem einwöchigen Campingurlaub im Yellowstone National Park abholt, hören sie im Radio die Weltuntergangsszenarien des Verschwörungstheoretikers Charlie Frost, der mit seinem Piratenradio aus dem Yellowstone-Park sendet. Im Park will Jackson seinen Kindern den See zeigen, an dem er mit Kate früher gecampt hat, doch der See ist ausgetrocknet, und ein militärisches Sperrgebiet ist entstanden. Bei ihrem Eindringen in die Sperrzone werden sie festgenommen. Auf der Militärbasis, in der die starken seismischen Aktivitäten der Yellowstone-Caldera überwacht werden, trifft Jackson auf Adrian Helmsley, der sich als einer der wenigen Leser seines Romans herausstellt. Sie werden vom Militär aus der Zone eskortiert. Auf dem Campingplatz treffen sie auf Frost, der Jackson vom nahenden Weltuntergang erzählt und erklärt, die Regierung baue an einem geheimen Ort Raumschiffe, um damit einige Auserwählte zu retten – von diesem Ort habe er sogar eine Karte. Jackson sieht das als Paranoia seitens Frosts an.
Unterdessen werden Morde an Leuten begangen, die die Bevölkerung vor der nahenden Bedrohung warnen wollten. Helmsley muss feststellen, dass seine Berechnungen fehlerhaft waren. Die Erdkruste erwärmt sich schneller als erwartet, und die tektonischen Platten beginnen sich aufzulösen. Er überzeugt Anheuser, den Stabschef des Weißen Hauses, und den Präsidenten, die Evakuierung sofort zu beginnen. Darauf starten die beteiligten Länder ihre geheimen Rettungsprogramme und beginnen unter größer werdenden Schwierigkeiten, etwa 400.000 Menschen in die Archen zu schaffen.
Gleichzeitig erschüttern immer stärkere Beben Kalifornien entlang der San-Andreas-Verwerfung. Kate und Gordon werden beim Einkaufen von einem Beben im Supermarkt überrascht, worauf Kate verängstigt Jackson anruft und verlangt, die Kinder zurückzubringen. Jackson bemerkt bei der Rückkehr mit wachsender Verbitterung, dass sein Sohn seinen Stiefvater offenbar mehr mag als ihn selbst. Da erhält er einen Anruf von Karpov: Er soll die Zwillingssöhne des Milliardärs abholen und zum Flughafen bringen. Als diese ein Flugzeug besteigen, bemerkt einer der beiden boshaft, sie hätten ein Ticket für „ein großes Schiff“ und würden dadurch überleben. Jackson nimmt das im Angesicht der Ereignisse sehr ernst und mietet ein kleines Flugzeug. Kurz bevor er bei seinen Kindern und seiner Ex-Frau eintrifft, beginnt ein neues, großes Erdbeben in Los Angeles. Während um sie herum Gebäude einstürzen und Straßen aufreißen, fliehen sie durch die Stadt zum Flughafen und schaffen es in letzter Sekunde, zu starten. Unter ihnen versinkt Los Angeles in einem apokalyptischen Szenario im Meer.
Jackson, mittlerweile vom drohenden Weltuntergang überzeugt, will nun zum Yellowstone zurückkehren, um von Frost die Karte mit dem Standort der Archen zu erhalten. Gemeinsam mit seiner Tochter sucht er nach Frost. Sie finden ihn am Rand der Caldera, von wo aus er weiterhin sendet und seine Eindrücke schildert. Als Jackson Frost nach der Karte fragt, hebt sich plötzlich die Caldera an, und Geysire brechen hervor. Frost bleibt auf eigenen Wunsch zurück, und Jackson rast mit Lilly in Frosts Wohnmobil und der darin befindlichen Karte zum Flugplatz zurück. Hinter ihnen bricht der Vulkan unter dem Yellowstone in einer gigantischen Explosion auf und schleudert riesige Gesteinsbrocken und Asche in den Himmel. Frost stirbt umgehend, doch Jackson und die anderen können wiederum in letzter Sekunde mit dem Flugzeug starten, das aus der sich ausbreitenden Aschewolke davonfliegt.
Anhand von Frosts Karte stellt sich heraus, dass die Archen in China gebaut werden. Da die Reichweite ihres Flugzeugs zu gering ist, landen sie in Las Vegas. Dort begegnen sie erneut Karpov, der mit seinen beiden Söhnen, seiner Freundin Tamara und seinem Piloten Sasha festsitzt, da sein Evakuierungsflugzeug beschädigt wurde. Nun beginnt auch in Las Vegas die Erde zu beben, und die tödliche Aschewolke des Yellowstone-Ausbruchs nähert sich. Sasha gelingt es, ein Antonow-Transportflugzeug zu organisieren. Die Aschewolke erreicht Las Vegas in dem Moment, als die nun größere Gruppe von Flüchtlingen mit der Antonow ausfliegt und Kurs Richtung China nimmt. Unter ihnen geht Las Vegas im Ascheregen und zerrissen von den Erdbeben unter. Der Plan der Flüchtenden, auf Hawaii aufzutanken, zerschlägt sich, als sie dort beim Anflug nur noch eine lavaüberströmte Vulkaninsel vorfinden. Ohne Hoffnung, mit dem verbleibenden Treibstoff China erreichen zu können, fliegen sie weiter Richtung Südchinesisches Meer.
Helmsley ist unterdessen mit der Air Force One unterwegs zu den Archen nach China. Anheuser hat für die Amerikaner das Kommando übernommen, nachdem Präsident Wilson auf eigenen Wunsch im Weißen Haus zurückgeblieben und der Vizepräsident bereits umgekommen ist. Aus aller Welt treffen die Katastrophenmeldungen ein, die Nachrichten werden weniger, Funk und Fernsehen verstummen. Die tektonische Plattenverschiebung erreicht jetzt ihren Höhepunkt, die Kontinente gehen unter, verschieben sich oder werden emporgehoben. Gigantische Tsunamis rollen über die Meere und überfluten die Kontinente vollständig.
Auch der Himalaya, wo die Archen stationiert sind, wird von den Wassermassen in wenigen Stunden erreicht und überspült werden. Bei den Archen handelt es sich nicht, wie von Frost vermutet, um Raumschiffe, sondern um gigantische Schiffe, die in Erwartung der weltweiten Überschwemmungen wie geschlossene Rettungsboote konstruiert und für jeweils 100.000 Menschen ausgelegt sind. Außerdem stellt sich heraus, dass von den in Bau befindlichen neun Archen nur vier fertig wurden, von denen eine durch die Erdbeben fast zerstört wurde. Nach ihrer Landung betreten Helmsley und Laura, die Tochter des Präsidenten, die Arche. Beide sind sich etwas nähergekommen, nachdem sich Laura während des Fluges von ihrem Vater verabschieden musste. Präsident Wilson starb inzwischen mit vielen anderen Flüchtlingen am Weißen Haus, als Washington überflutet wurde und dabei der Flugzeugträger John F. Kennedy das Weiße Haus zerstörte.
Das Flugzeug von Jackson Curtis und den anderen Flüchtlingen hat inzwischen seinen Treibstoff verbraucht; sie bereiten sich auf die Notwasserung im Meer vor, unwissend, was sie unten erwartet. Als das Flugzeug die Wolkendecke durchbricht, stellen sie fest, dass sich die Kontinente bereits um Tausende von Kilometern verschoben haben – der Himalaya liegt direkt unter ihnen. Bei der anschließenden Bruchlandung auf einem Gletscher stirbt Sasha. Kurz darauf werden sie von Helikoptern überflogen, die Tiere zu den Archen schaffen. Einer landet und nimmt Karpov und dessen Kinder mit – sie können Tickets für Plätze in einer Arche vorweisen. Jackson und seine Familie sowie Gordon und Tamara werden zurückgelassen. Sie marschieren weiter Richtung Archen, als sie auf Nima, einen tibetischen Mönch, stoßen. Dieser ist mit seinen Großeltern auf dem Weg zu den Archen, wo sein Bruder als Techniker arbeitet und nun seine Familie heimlich in eine der Archen einschleusen will. Sie können Nima überzeugen, sie mitzunehmen.
In der Arche angekommen, erreicht Helmsley ein Telefonat seines Freundes Tsurutani, der nicht wie versprochen evakuiert wurde. Tsurutani wünscht Adrian im Angesicht der herannahenden Flutwelle alles Gute und verabschiedet sich von ihm. Helmsley muss den Tod seines Freundes mit anhören, kann aber aufgrund von dessen Schilderung feststellen, dass der Megatsunami das Tal der Archen schneller als erwartet erreichen wird. Statt mehrerer Stunden, die für eine koordinierte Einschiffung aller Menschen im Dock nötig wären, verbleibt nur noch eine halbe Stunde. Anheuser ordnet die sofortige Schließung der Archen an, und Tausende von Menschen, die auf das vierte Schiff geschafft werden sollten, verbleiben im Dock, wovon auch Karpov und seine Kinder betroffen sind.
Nimas Bruder erwartet seine Familie an einem Seiteneingang zu den Docks. Unter seiner Führung schleicht sich die kleine Truppe über einen Wartungseingang in eine der Archen. Als unterdessen Helmsley gegen den Widerstand von Anheuser mit einem bewegenden Plädoyer an die Staatschefs in den anderen Archen appelliert, sich für die Menschlichkeit im Angesicht der Katastrophe zu entscheiden, entschließen diese sich, die Schotten nochmals zu öffnen und die Menschen in den Docks einzulassen. Beim Öffnen des Schotts wird Gordon von den übermannsgroßen Zahnrädern zerquetscht. Als die Heckklappe der Arche wieder geschlossen werden soll, verklemmt sich der Metallschrauber, mit dem die Gruppe sich Zutritt zum Schiff verschafft hat, in den Zahnrädern, und das Schott lässt sich nicht schließen. Jackson und die anderen sind gefangen, und die Arche kann nicht versiegelt werden, als die Welle eintrifft und das Tal überflutet. Wasser dringt in die Arche ein, und die Schotten werden automatisch geschlossen, wobei Tamara in einem der gefluteten Bereiche ertrinkt und Karpov in den Docks sein Leben für das seiner Kinder opfert. Durch die Wassermassen wird die Air Force One gegen die Halterungen der Arche geschleudert, so dass sie losgerissen wird und mit der Nordwand des Mount Everest zusammenzustoßen droht. Während weiterhin Wasser eindringt, kann Jackson mithilfe seines Sohnes Noah den Schrauber beseitigen, und das Schott schließt sich. Nun können die Motoren gestartet und ein schwererer Zusammenstoß der Arche mit dem Mount Everest gerade noch verhindert werden.
Einige Wochen später ist die Erde zur Ruhe gekommen, die Luft ist wieder klarer geworden, die Kontinente haben sich radikal verändert. In der ersten Szene nach Ende der Katastrophe sieht man eine Datumsangabe, welche darauf schließen lässt, dass mit dem 20. Dezember 2012 eine Zeitrechnung begonnen wurde. Ein solcher Kalender existiert tatsächlich. Adrian und Laura sind ein Paar, Jackson hat sich mit seiner Ex-Frau und den Kindern versöhnt. Auf ruhigem Ozean unterwegs öffnen die Archen ihre Luken. Man sieht die drei Archen, wie sie Kurs auf Afrika nehmen. Am Schluss ist zu hören, dass Afrika angehoben wurde und die Drakensberge in KwaZulu-Natal nun der höchste Punkt der Erde sind.

## Synchronisation
Die deutsche Synchronisation führte die Firma FFS Film- und Fernseh-Synchron GmbH Berlin. Das Dialogbuch schrieb Sven Hasper und Dialogregie führte Axel Malzacher.
| Rolle                     | Schauspieler     | Synchronsprecher   |
| Adrian Helmsley           | Chiwetel Ejiofor | Tobias Kluckert    |
| Jackson Curtis            | John Cusack      | Andreas Fröhlich   |
| Kate Curtis               | Amanda Peet      | Christine Stichler |
| Carl Anheuser             | Oliver Platt     | Lutz Schnell       |
| Charlie Frost             | Woody Harrelson  | Thomas Nero Wolff  |
| Laura Wilson              | Thandie Newton   | Nana Spier         |
| Präsident Wilson          | Danny Glover     | Hartmut Becker     |
| Capt. Michaels            | Stephen McHattie | Frank Glaubrecht   |
| Deutsche Kanzlerin        | Merrilyn Gann    | Arianne Borbach    |
| Dr. Tsurutani             | Jimi Mistry      | Marius Clarén      |
| Gordon Silberman          | Thomas McCarthy  | Peter Flechtner    |
| Harry Helmsley            | Blu Mankuma      | Helmut Krauss      |
| Isaacs – MI6 Officer      | Gerard Plunkett  | Reinhard Kuhnert   |
| Kalifornischer Gouverneur | Lyndall Grant    | Thomas Danneberg   |
| Lilly Curtis              | Morgan Lily      | Léa Mariage        |
| Noah Curtis               | Liam James       | Lukas Schust       |
| Prof. West                | John Billingsley | Frank-Otto Schenk  |
| Sally                     | Karin Konoval    | Liane Rudolph      |
| Sasha                     | Johann Urb       | Rainer Doering     |
| Saudischer Prinz          | Parm Soor        | Tayfun Bademsoy    |
| Tamara                    | Beatrice Rosen   | Ute Noack          |
| Tony Delgatto             | George Segal     | Otto Mellies       |
| Yuri Karpov               | Zlatko Burić     | Michail Zenko      |

## Produktion
Das US-amerikanische Filmstudio Sony Pictures Entertainment sicherte sich die Filmrechte, nachdem Regisseur Roland Emmerich und Koproduzent Harald Kloser das Skript im Februar 2008 vollendet hatten. Die Produktionskosten wurden auf ca. 200 Mio. US-Dollar kalkuliert. Die Dreharbeiten begannen im August des gleichen Jahres in Vancouver, Kanada.
Emmerich teilte mit, dass ursprünglich auch die Darstellung der Zerstörung einer Moschee sowie der Kaaba geplant gewesen, das aber aus Furcht vor radikalen Muslimen unterlassen worden sei. Im Kölner Stadt-Anzeiger sagte er wörtlich: „Wir hatten auch eine Szene im Hintergrund, bei der Leute vor einer Moschee nach Mekka beten. Und dann kommt die Welle. Es war uns doch zu riskant. Das ist es auch nicht wert für einen Unterhaltungsfilm. So beließen wir es bei der Szene in Rom, wo der Vatikan von der Flutwelle ergriffen wird.“ Dass Emmerich auf das Zerstören der Kaaba verzichtet hatte, wurde ihm in der Süddeutschen als „würdelose Unterwerfung“ vorgehalten.
Den größten Anteil an den Spezialeffekten des Films hatte die Firma Uncharted Territory von Volker Engel und Marc Weigert. Dort wurde unter anderem die Sequenz mit der Zerstörung von Los Angeles produziert. Weitere Spezialeffektsequenzen stammen unter anderem von Double Negative unter Supervisor Alex Wuttke (Zerstörung des Petersdoms), Sony Pictures Imageworks (der Hangar für die Archen im Himalaya) und Scanline VFX (die Umsetzung aller Flutwellen und Szenen, in denen das Wasser Landmassen überspült, mit Hilfe ihrer Software Flowline).

## Vermarktung
Sony Pictures schuf mit dem sogenannten „Institute for Human Continuity“ eine virale Marketingkampagne, die das Hauptquartier der Europäischen Union in Brüssel bildlich darstellte, als ob es dem fiktiven Institut gehörte. Ebenso zu dieser Kampagne gehören die Websites thisistheend.com, auf der Charlie Frost (gespielt von Woody Harrelson) Spekulationen über das Ende der Welt im Jahr 2012 äußert, und farewellatlantis.com, die dem (fiktiven) Roman Farewell Atlantis des Protagonisten Jackson Curtis gewidmet ist. In Brasilien wurden in einem U-Bahn-Tunnel zwei riesige Plakate flankierend aufgehängt. Sie erweckten die Illusion, als ob der Tunnel geflutet wird.

## Kritiken
In den englischsprachigen Medien erntete der Film überwiegend schwache bis schlechte Kritiken. Basierend auf der Auswertung von 245 Kritiken weist Rotten Tomatoes eine Positivquote von lediglich 39 Prozent aus.
Überwiegend Lob findet der Kritiker von kino.de. Der Film zeige nicht zu detailliert Szenen, in denen gestorben wird, sondern konzentriere sich auf solche, „wo noch Leben ist“. Neben reduziertem Pathos, Dramatik und Humor finden auch die Effekte Anklang, die ihn zu Emmerichs überzeugendstem Event-Film machten. „Situationskomik bieten Woody Harrelson als Verschwörungsspinner im Look von Catweazle, aber auch ein Rubel-Milliardär zwischen Mafioso und Familienmensch. Auch durch Wortwitz werden Treffer gelandet, selbst abgenutzte Politspitzen wie Schwarzeneggers gouvernale Authentizität (‚Glaubt ihm nicht … er liest nur ein Drehbuch‘) finden durch gutes Timing ihr Ziel. Für einen reißbrettartig entworfenen 200-Millionen-Dollar-Tonner ist das alles sehr unterhaltsam und am Ende sogar versöhnlich. Denn auch Deutschlands Kanzlerin überlebt.“
Ähnlich lobende Worte findet auch Todd McCarthy von variety.com. Er prognostiziert einen „weltweiten Box-Office-Tsunami“ für Sony und findet die visuellen Effekte „ziemlich sensationell“, welche dem Publikum „die innovative CGI-Ware [liefern], die es erwartet“.
Auch bei Cinema schneidet der Film als „perfektes Popcornkino“ gut ab: „Krachiges, ultralautes Effektspektakel über den Untergang der Welt, das alle Register des Katastrophenfilms zieht.“
Georg Seeßlen hingegen urteilt den Film in Die Zeit ab. Er sei dumm und eine „brachiale Anthologie des kinematographischen Desasters. In der Geschichte eines erfolglosen Schundromanproduzenten und gescheiterten Ehemanns, der, um seine Familie zu retten, in der Apokalypse zum Helden wird, gibt es Erdbeben, Flutwellen, Flugzeugabstürze, Schiffsuntergänge, Feuerbälle, einstürzende Neubauten. Und auf der anderen Seite Familie, Durchhaltewillen, Opferbereitschaft. […] Dumm sind die pathetischen Dialoge, dumm ist die Konstruktion von Weltenbrand und Familiengeschichte […]“. Seeßlen findet zwar die Computereffekte, für sich genommen, überwältigend, doch erreichten sie mit den realen Aufnahmen nie eine glaubwürdige Einheit.
Die NASA und Dustin Hoffman kürten den Film „2012“ zum absurdesten Science-Fiction-Film. Die Begründung war, dass der Roland-Emmerich-Film alle Fakten falsch darstelle und nebenbei viele Leute in Angst versetzt habe. Die NASA richtete aufgrund dessen eine Webseite ein, auf der die Mythen des Films ausgeräumt werden sollten. Zuvor hatte The Core – Der innere Kern die Negativ-Auszeichnung erhalten.

## Ähnliche Filme und Serien
- Bereits ein Jahr vorher erschien ein Mockbuster mit dem Titel 2012: Doomsday. Ein Jahr später erschien mit Supernova 2012 ein weiterer Mockbuster, bei welchem allerdings der Bezug zum Maya-Kalender fehlt. Beide Filme wurden von The Asylum produziert.
- Die niederländische Fernsehserie 2012 – Das Jahr Null aus dem Jahr 2009 und der kanadische Katastrophenfilm Armageddon 2012 – Die letzten Stunden der Menschheit aus dem Jahr 2011 behandeln dasselbe Thema, wobei bei letzterem ebenfalls der Bezug zum Maya-Kalender fehlt.
- 2009 erschien vor dem Kinostart von 2012 ein gleichnamiger Kurzspielfilm des Essener Filmregisseurs Marcus Overbeck. Dieser hat mit Roland Emmerichs Film allerdings nur den Titel gemeinsam.